# چمچمال
چَمچَمال نام شهری در شمال عراق است.
این شهر در خاور شهر کرکوک و در جاده کرکوک به سلیمانیه در استان سلیمانیه واقع شده‌است.
در شمال شهر چمچمال رشته‌کوه دربند بازیان و در خاور آن رود باسَره قرار دارد.
جمعیت این شهر ۷۵۶۳۴ نفر است.
منطقه شهرستان چمچمال در ۴۸ کیلومتری شرق کرکوک واقع می‌باشد و ۸ شهرستان و حدود ۴۰۰ روستا از توابع این شهرستان می‌باشند.
پیشهٔ بیشتر مردم این شهر کشاورزی است. بیشتر داد و ستد مردم این شهر با کرکوک است. در پیرامون این شهر معادن گاز طبیعی وجود دارد.

## وجه تسمیه
احتمال می‌رود که نام این شهر نیز همانند دشت هم‌نام آن در استان کرمانشاه ایران از دو واژه چَم (در کردی به معنای رود) و جمال (نام شخص) تشکیل شده‌باشد.

## پیشینه
برخی آثار از دوره ساسانی در این شهر و پیرامونش موجود است.
این شهر در زمان فرمانروایان محلی بابان از توابع سلیمانیه بود و از زمان حکمرانی بریتانیا بر عراق، چمچمال در بخش کرکوک قرار گرفت.
یکی از قائم‌مقام‌های عثمانی در سال ۱۸۰۱ میلادی منطقه چمچمال را به شهرستان ارتقاء داد. این منطقه پس از آن از توابع ناحیه بازیان شد و در سال ۱۹۲۲ از نو تبدیل به شهرستان شد.
بر پایهٔ نتایج اولیه یک نظرسنجی که در سال ۲۰۰۹ میلادی انجام شد، ۵۱ درصد از مردم شهرستان چمچمال خواستار الحاق شهرستان چمچمال به استان کرکوک هستند.
یازده درصد مردم این شهر در این نظرسنجی، امنیت شهر را مطلوب توصیف کردند.

## طایفه‌های اصلی چمچمال
1. شوان
2. هموند
3. زنگنه
4. شیخ‌بزینی
5. کاکه‌ای
6. جاف
7. شیخ اسماعیلی
8. شیخان
9. کاه‌فروشی
10. طالبانی
11. دَلو
12. کیژ
13. لَک
14. خزل
15. سارت

## محله‌ها
نام محلات شهر چمچمال.
در نام این محله‌ها واژه‌های کردی، عربی، ترکی و فارسی دیده می‌شود.